# Cyclophora calaritana
Cyclophora calaritana là một loài bướm đêm trong họ Geometridae.